# NGC 3869
NGC 3869 est une galaxie spirale située dans la constellation du Lion. NGC 3869 a été découverte par l'astronome britannique John Herschel en 1826.

## Caractéristiques
Sa vitesse par rapport au fond diffus cosmologique est de 3 351 ± 25 km/s, ce qui correspond à une distance de Hubble de 49,4 ± 3,5 Mpc (∼161 millions d'al).
La classe de luminosité de NGC 3869 est I. Selon la base de données Simbad, NGC 3869 est une galaxie LINER, c'est-à-dire une galaxie dont le noyau présente un spectre d'émission caractérisé par de larges raies d'atomes faiblement ionisés.